# پریان نوک‌پهن
پریان نوک‌پهن (نام علمی: Pachyptila vittata) نام یک گونه از سرده پریان است.